# Quentin Durward
Quentin Durward (1823) je dobrodružný historický román skotského spisovatele Waltra Scotta odehrávající se ve Francii za vlády Ludvíka XI. v době jeho soupeření s burgundským vévodou Karlem Smělým.

## Obsah románu

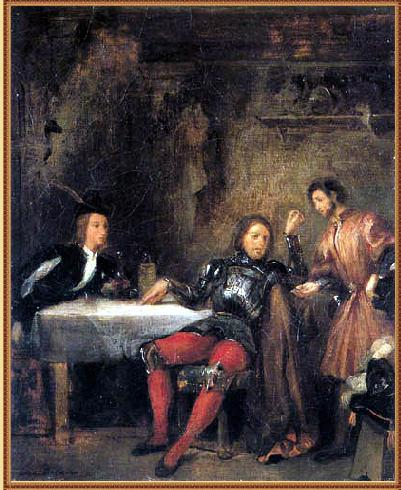
Quentin Durward a La Balafré, Eugène Delacroix, 1828-1829

Román se odehrává ve středověké Francii roku 1468 a jeho hlavním hrdinou je skotský rytíř Quentin Durward, který po vyvraždění celé své rodiny kmenovými nepřáteli odešel ze Skotska a vstoupil jako lučištník do skotské gardy francouzského krále Ludvíka XI., kde již slouží jeho strýc La Balafré. Králi dokonce na lovu divočáka zachrání život.
Historickým pozadím příběhu je soupeření Ludvíka XI. s jeho vazalem, burgundským vévodou Karlem Smělým. Aby oslabil jeho postavení, podněcuje Ludvík XI. tajně města Gent, Lutych a Mechelen ke vzpouře proti vévodovi.
Burgundská šlechtična Isabela de Croye hledá na Ludvíkově dvoře ochranu před vévodou, který ji chce provdat za svého oblíbence Campo-Basse, jenž je Isabele odporný. Ludvík se rozhodne, že ji provdá za svého spojence, loupeživého hraběte Viléma de La Marck, zvaného Divoký kanec ardenský, a pošle ji do Lutychu pod záminkou její ochrany ze strany lutyšského biskupa Louise de Bourbon, který je vévodovým švagrem. Na cestě je doprovázena Quentinem Durwardem, který ji zachrání před přepadením, získá její lásku a bezpečně ji do Lutychu dopraví.
V Lutychu však následně k dojde povstání, při kterém je pod vedením La Marcka biskup zavražděn. La Marck totiž doufá, že na biskupovo místo dosadí vlastního syna. Quentinovi Durwardovi se podaří i s Isabelou prchnout. Isabela se rozhodne, že se vrátí k vévodovi Karlovi.

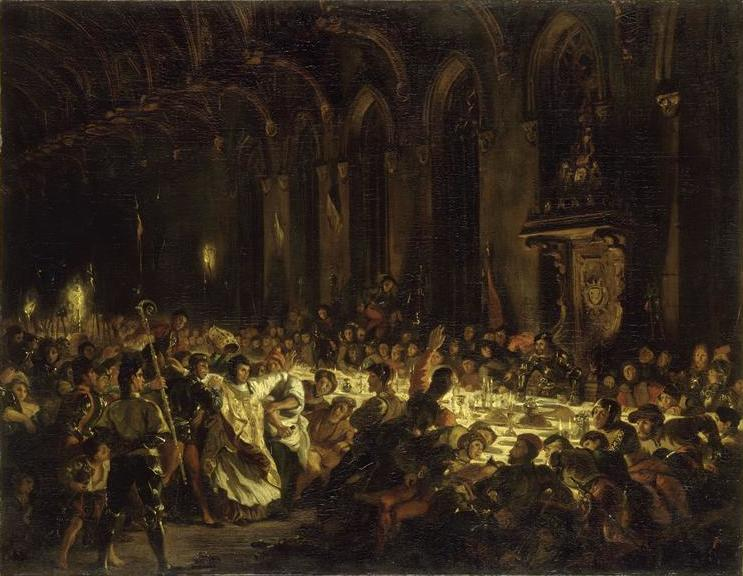
Zavraždění lutyšského biskupa, Eugène Delacroix

V době povstání a vraždy biskupa je Ludvík XI. hostem u Karla v Péronne, kam přijel pod falešnou záminkou nabídnout vévodovi přátelství. Karel však Ludvíkovu masku prohlédne, nařkne jej z podvodu a podněcování vzpoury proti němu, a uvězní jej. Vezme jej na milost pod podmínkou, že se zúčastní útoku na Lutych, čímž dokáže svou nevinu. Isabelu chce nyní provdat za vévodu z Orleansu, Isabela chce však raději do kláštera. Vévoda pak rozhodne, že její ruku dostane ten, kdo mu přinese hlavu Divokého kance ardenského.
Lutych byl dobyt a La Marck byl zabit Durwardovým strýcem, který tak přinesl vévodovi jeho hlavu. Svého nároku na Isabelu se však vzdal ve prospěch svého synovce Quentina Durwarda, čemuž se již Isabela nebránila.

## Adaptace

### Filmové adaptace
- Quentin Durward (1910), francouzský němý film, režie Albert Capellani.
- Quentin Durward (1912), francouzský němý film, režie Adrien Caillard.
- The Adventures of Quentin Durward (1955, Dobrodružství Quentina Durwarda), americký film, režie Richard Thorpe.
- Quentin Durward (1971), francouzský televizní seriál, režie Gilles Grangier.
- Приключения Квентина Дорварда, стрелка королевской гвардии (1988, Dobrodružství Quentina Durwarda, lučištníka královské gardy), ruský sovětský film, režie Sergej Sergejevič Tarasov.

### Hudba
Podle románu napsal roku 1888 belgický skladatel François-Auguste Gevaert stejnojmennou operu (libreto Eugène Cormon a Michel Carré).

## Česká vydání
- Bludný rytíř, Josef Richard Vilímek, Praha 1897, přeložil Jan Wagner.
- Quentin Durward, Antonín Svěcený, Praha 1925, přeložil Zdeněk Matěj Kuděj.
- Králův lučištník, Brněnská tiskárna, Brno 1948, pro mládež přeložil Gustav Kubský.
- Quentin Durward, SNDK, Praha 1960, přeložil Milan Rejl, znovu Albatros, Praha 1971 a 1990.